# Đổ lỗi nạn nhân
Đổ lỗi nạn nhân xảy ra khi nạn nhân của một tội ác hoặc bất kỳ hành động sai trái nào bị buộc tội hoàn toàn hoặc một phần do sự tổn hại xảy ra với họ. Có định kiến lịch sử và hiện tại đối với các nạn nhân của bạo lực gia đình và tội phạm tình dục, như xu hướng đổ lỗi cho nạn nhân bị hãm hiếp nhiều hơn nạn nhân của vụ cướp nếu nạn nhân và thủ phạm biết nhau trước khi gây ra tội ác.

## Ra đời thuật ngữ
Nhà tâm lý học William Ryan đã đặt ra cụm từ "đổ lỗi nạn nhân" trong cuốn sách cùng tên năm 1971 của ông. Trong cuốn sách, Ryan mô tả việc đổ lỗi nạn nhân là một hệ tư tưởng được dùng để biện minh cho phân biệt chủng tộc và bất công xã hội đối với người da đen ở Hoa Kỳ. Ryan đã viết cuốn sách để bác bỏ tác phẩm năm 1965 The Negro Family: The Case for National Action của Daniel Patrick Moynihan (thường được gọi đơn giản là Báo cáo Moynihan).
Moynihan kết luận rằng ba thế kỷ áp bức người da đen, và đặc biệt với cái mà ông gọi là cấu trúc độc ác có một không hai của chế độ nô lệ ở Mỹ trái ngược với các chế độ nô lệ ở Mỹ Latinh, đã tạo ra một chuỗi dài những tình trạng chia rẽ hỗn loạn trong cấu trúc gia đình của người da đen; ở thời điểm thực hiện báo cáo, điều đó được thể hiện quá rõ ở tỷ lệ cao sinh con ngoài giá thú, vắng cha và hộ có mẹ đơn thân trong các gia đình da đen. Sau đó Moynihan liên hệ những kết quả của gia đình này (mà ông cho là không mong muốn) với tỷ lệ việc làm, thành tích học tập và thành công tài chính tương đối thấp hơn ở người da đen. Cấu trúc gia đình da đen cũng đang bị ảnh hưởng bởi các phương tiện truyền thông thông qua con cái. Gia đình da đen thường được miêu tả là có liên kết với băng đảng, cha mẹ đơn thân hoặc rất bạo lực. Hành vi gây hấn và bạo lực ở trẻ em có liên quan đến chương trình truyền hình. Moynihan ủng hộ việc thực hiện các chương trình của chính phủ nhằm củng cố gia đình hạt nhân da đen.
Ryan phản đối rằng Moynihan sau đó chỉ ra nguyên nhân gần cảnh ngộ của người Mỹ da đen là sự phổ biến của cấu trúc gia đình trong đó người cha thường xuyên vắng mặt (nếu có) và người mẹ thường phụ thuộc vào viện trợ của chính phủ để có thức ăn, quần áo, và cung cấp dịch vụ chăm sóc y tế cho các con của cô. Bài phê bình của Ryan coi các lý thuyết của Moynihan là nỗ lực chuyển trách nhiệm về nghèo đói từ các yếu tố cấu trúc xã hội sang những hành vi và mô hình văn hóa của người nghèo.

## Lịch sử
Mặc dù Ryan là người phổ biến thuật ngữ, song các học giả khác đã xác định được hiện tượng đổ lỗi nạn nhân. Năm 1947, Theodor W. Adorno định nghĩa cái sau này được gọi là "đổ lỗi nạn nhân" là "một trong những đặc tính xấu xa nhất của đặc điểm phát xít".
Ngay sau đó Adorno và ba giáo sư khác tại Đại học California, Berkeley đã xây dựng thang đo F (F viết tắt của fascist, tức phát xít) giàu ảnh hưởng và cực kỳ tranh cãi của họ, được xuất bản trong cuốn sách The Authoritarian Personality (1950), trong đó đưa "sự khinh bỉ mọi thứ bị phân biệt đối xử hoặc yếu kém" vào những đặc tính của thang đo phát xít." Một biểu hiện điển hình của đổ lỗi nạn nhân là thành ngữ "asking for it" (đáng bị như thế), ví dụ: "cô ấy đáng bị như thế" để nói về nạn nhân của bạo lực hoặc tấn công tình dục.

## Nạn nhân thứ cấp của tấn công tình dục và các loại tấn công khác

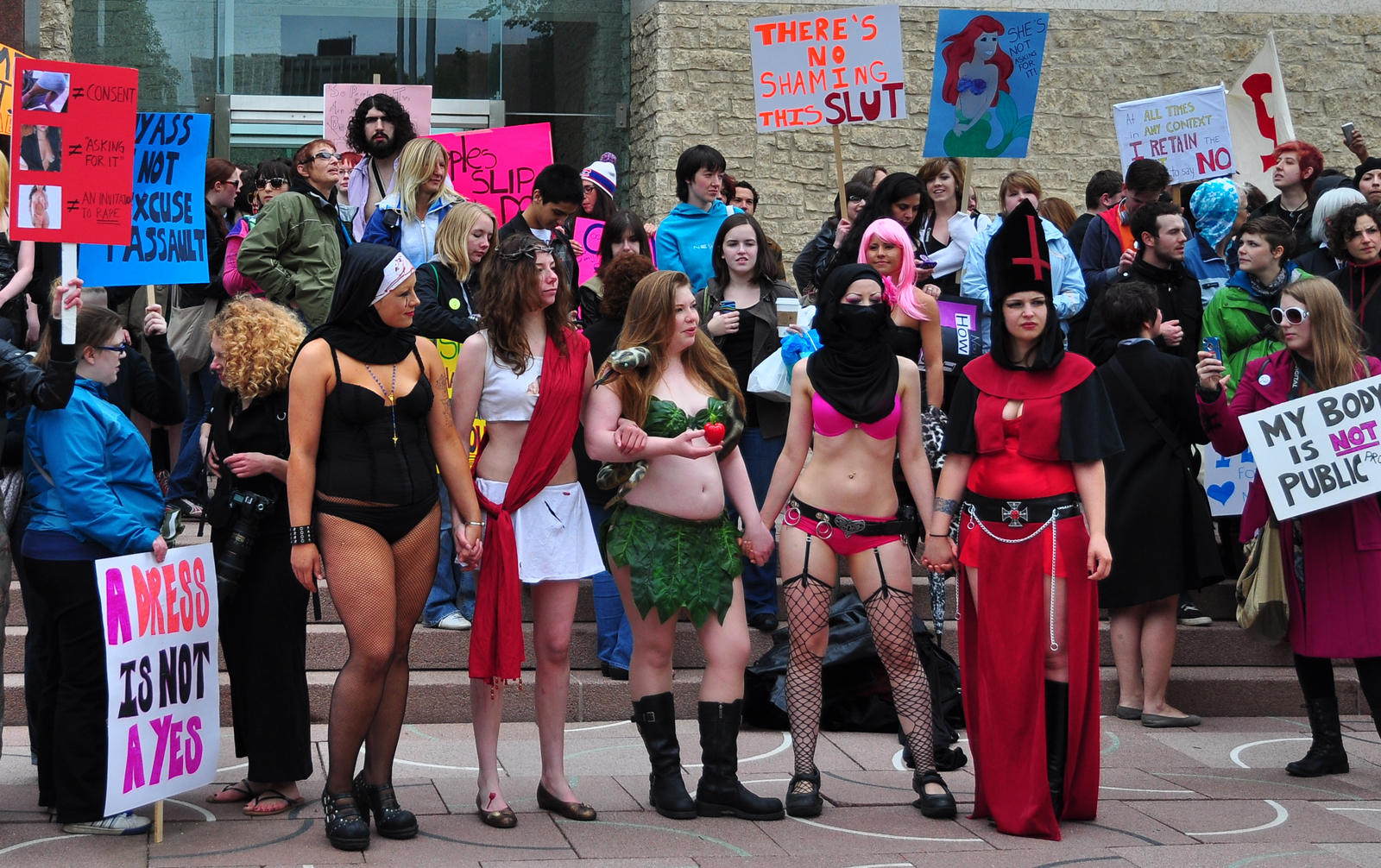
Hàng trăm người tập trung tại sân cơ quan Lập pháp Alberta ở Edmonton để phản đối đổ lỗi nạn nhân

Nạn nhân thứ cấp (hay nạn nhân lần thứ hai) là sự tái tổn thương của nạn nhân (bao gồm nhưng không hạn chế ở: tấn công tình dục, lạm dụng, bạo hành phẫu thuật, sơ suất trong y khoa hoặc hãm hiếp) thông qua phản ứng của các cá nhân và tổ chức. Các hình thức nạn nhân thứ cấp bao gồm đổ lỗi nạn nhân, không tin vào câu chuyện của nạn nhân, giảm thiểu mức độ nghiêm trọng của cuộc tấn công và điều trị hậu vụ việc không phù hợp của nhân viên y tế hoặc các tổ chức khác. Nạn nhân thứ cấp đặc biệt phổ biến trong các trường hợp do thuốc, người quen, chấn thương tình dục trong quân đội và hiếp dâm đúng luật.
Những nạn nhân của nạn tấn công tình dục bị kỳ thị dựa trên những giai thoại về hiếp dâm. Một nạn nhân nữ bị hiếp dâm đặc biệt bị kỳ thị trong các nền văn hóa phụ hệ bằng những phong tục và điều cấm kỵ nặng nề về giới tính và tình dục. Ví dụ, một xã hội có thể coi một nạn nhân bị cưỡng hiếp là phụ nữ (đặc biệt là người trước đây còn trinh) là "hư hỏng". Nạn nhân trong các nền văn hóa này có thể bị cô lập, lạm dụng thể chất và tâm lý, sỉ nhục là đĩ, các nghi thức làm nhục nơi công cộng, bị bạn bè và gia đình từ chối, bị cấm kết hôn, bị ly hôn nếu đã kết hôn hoặc thậm chí bị giết. Tuy nhiên, ngay cả ở nhiều quốc gia phát triển, bao gồm một số khu vực của xã hội Hoa Kỳ, sự kỳ thị phụ nữ vẫn ăn sâu bám rễ vào văn hóa.
Một ví dụ về cáo buộc phân biệt giới tính chống lại các nạn nhân nữ bị tấn công tình dục là việc mặc quần áo khiêu khích sẽ kích thích tấn công tình dục ở những người đàn ông tin rằng phụ nữ mặc quần áo hở hang đang tích cực cố gắng quyến rũ bạn tình. Những lời buộc tội như vậy đối với nạn nhân xuất phát từ giả định rằng quần áo hở hang thể hiện đồng thuận cho các hành động tình dục, bất kể đấy là đồng thuận bằng lời nói có chủ ý hay không. Nghiên cứu vẫn chưa chứng minh được rằng trang phục là một yếu tố quan trọng trong việc xác định ai là người bị tấn công.
Đổ lỗi nạn nhân cũng được minh họa khi nạn nhân của tấn công tình dục bị phát hiện có lỗi vì đã thực hiện các hành động làm giảm khả năng phản kháng hoặc từ chối đồng thuận, chẳng hạn như uống rượu. Các nhóm bênh vực nạn nhân và chuyên gia y tế đang giáo dục thanh thiếu niên về định nghĩa của sự đồng thuận và tầm quan trọng của việc kiềm chế đổ lỗi nạn nhân. Hầu hết các tổ chức đã áp dụng khái niệm đồng ý quả quyết và kiềm chế hoạt động tình dục trong lúc bị ảnh hưởng là lựa chọn an toàn nhất.
Nhằm làm mất uy tín của các nạn nhân bị tấn công tình dục trước tòa, luật sư bào chữa có thể tìm hiểu kỹ lịch sử cá nhân của người tố cáo, một thông lệ phổ biến cũng có mục đích khiến nạn nhân khó chịu đến mức họ chọn không tiếp tục. Cuộc tấn công vào tính cách này, đặc biệt là việc chỉ ra tính lăng nhăng, đưa ra lập luận rằng những phụ nữ có lối sống "rủi ro cao" (lăng nhăng, sử dụng ma túy) không phải là nạn nhân thực sự của cưỡng hiếp.
Những phát hiện về công nhận giai thoại hiếp dâm đã ủng hộ những tuyên bố của các nhà nữ quyền rằng phân biệt giới tính là gốc rễ của việc đổ lỗi nạn nhân nữ bị hiếp dâm. Một nghiên cứu năm 2009 trên Tạp chí Bạo lực giữa Cá nhân về các nạn nhân nam bị tấn công tình dục kết luận rằng việc đổ lỗi nạn nhân nam bị hiếp dâm thường được thực hiện vì các cấu trúc xã hội của nam tính. Một số ảnh hưởng của những vụ hiếp dâm kiểu này gồm có mất đi sự nam tính, nhầm lẫn về xu hướng tính dục của họ và cảm giác thất bại trong lối cư xử nên làm của người đàn ông.
Nạn nhân của một vụ tiếp xúc tình dục không mong muốn thường phát triển các vấn đề tâm lý như trầm cảm hoặc sang chấn PTSD cụ thể do bạo lực tình dục, còn được gọi là hội chứng chấn thương do bị hiếp dâm.

## Tình hình toàn cầu
Nhiều nền văn hóa khác nhau trên thế giới đã hình thành các mức độ đổ lỗi nạn nhân khác nhau trong các tình huống khác nhau như cưỡng hiếp, tội ác do thù ghét và bạo hành gia đình. Đổ lỗi nạn nhân phổ biến trên khắp thế giới, đặc biệt là ở các nền văn hóa nơi xã hội chấp nhận và khuyên nên đối xử kém hơn với một số nhóm người nhất định. Ví dụ, ở Somalia, các nạn nhân bị lạm dụng tình dục thường xuyên phải chịu sự tẩy chay và quấy rối của xã hội. Một ví dụ cụ thể là vụ bắt cóc và hãm hiếp Fatima 14 tuổi: khi cảnh sát đến, cả Fatima và kẻ hiếp dâm cô đều bị bắt. Trong khi họ không giam giữ phạm nhân lâu, các sĩ quan đã giam giữ Fatima trong một tháng và một cai ngục liên tục hãm hiếp cô trong thời gian đó.
Tháng 2 năm 2016, các tổ chức International Alert và UNICEF đã công bố một nghiên cứu tiết lộ rằng các bé gái và phụ nữ được nhóm nổi dậy Boko Haram ở Nigeria thả ra thường bị cộng đồng và gia đình từ chối. Con cái của họ sinh ra từ bạo lực tình dục thậm chí còn phải đối mặt với sự phân biệt đối xử nhiều hơn.
Những vụ tấn công bằng acid vào phụ nữ ở Nam Á, khi người ta tạt acid vào phụ nữ nhằm trừng phạt họ vì những hành vi mà họ cho là sai trái, là một ví dụ khác đổ lỗi nạn nhân. Ví dụ, ở New Delhi năm 2005, một nhóm đàn ông đã tạt acid vào một cô gái 16 tuổi vì họ tin rằng cô khiêu gợi một người đàn ông. Trong văn hóa Trung Quốc, đổ lỗi nạn nhân thường liên quan đến tội hiếp dâm, vì phụ nữ được cho là sẽ chống lại việc cưỡng hiếp bằng vũ lực. Do đó, nếu vụ hiếp dâm xảy ra, ít nhất đó được xem là một phần lỗi của người phụ nữ và phẩm hạnh của cô ấy chắc chắn bị đặt dấu hỏi.
Trong văn hóa phương Tây, đổ lỗi nạn nhân phần lớn được công nhận là cách nhìn nhận tình huống có vấn đề, tuy nhiên điều này không miễn trừ cho người phương Tây khỏi tội lỗi của hành động đó. Một ví dụ gần đây về việc phương Tây đổ lỗi cho nạn nhân là một phiên tòa dân sự được tổ chức vào năm 2013, nơi Trường quận Los Angeles đổ lỗi cho một bé gái 14 tuổi về hành vi lạm dụng tình dục mà cô ấy phải chịu đựng từ giáo viên cấp hai của mình. Luật sư của Trường quận lập luận rằng trẻ vị thành niên phải chịu trách nhiệm ngăn chặn hành vi lạm dụng, quy đổ toàn bộ lỗi cho nạn nhân và miễn trừ mọi trách nhiệm cho thủ phạm. Bất chấp những nỗ lực thuyết phục tòa án rằng nạn nhân phải bị đổ lỗi, phán quyết tuyên bố rằng không học sinh vị thành niên nào bị giáo viên của mình tấn công tình dục phải chịu trách nhiệm ngăn chặn vụ tấn công tình dục đó.

## Nghiên cứu khoa học về đổ lỗi nạn nhân
Một bài đánh giá khoa học của Sharron J. Lennon (một chuyên gia về hành vi người tiêu dùng và tâm lý xã hội về ăn mặc) đã phát hiện ra rằng những phụ nữ mặc trang phục khiêu gợi hoặc có chủ ý khiêu gợi là tự vật hóa bản thân, gây ra lo lắng, bất hạnh, mặc cảm về cơ thể và miệt thị ngoại hình. Cô phát hiện ra rằng "việc mặc trang phục gợi cảm [có liên quan đến] bạo lực bao gồm cưỡng bức tình dục, quấy rối tình dục, tấn công tình dục và đụng chạm, sờ soạng và chiếm đoạt một cách không mong muốn." Trong số 34 nghiên cứu mà cô ấy đánh giá, chỉ có hai nghiên cứu không tìm thấy liên hệ giữa việc mặc quần áo khiêu gợi và tỷ lệ quấy rối tình dục cao hơn. Tuy nhiên, tỷ lệ quấy rối tình dục cao hơn có liên quan đến tỷ lệ hành vi tình dục cao hơn, dẫn đến tỷ lệ bạo lực tình dục cao hơn. Vì vậy, đối với phụ nữ, mặc quần áo đoan trang nhưng có hành vi gợi dục, chẳng hạn như tán tỉnh, uốn éo hoặc để lộ áo ngực, sẽ dẫn đến tỷ lệ bạo lực tình dục cao hơn.

## Các ví dụ
Một giai thoại cho rằng người Do Thái đã bị động "như cừu bị giết thịt" trong vụ Holocaust, được nhiều nhà văn, bao gồm cả Emil Fackenheim, xem là một hình thức đổ lỗi nạn nhân. Chủ nghĩa bài Do Thái thứ cấp là một loại chủ nghĩa bài Do Thái do những người châu Âu không phải Do Thái cố gắng đổ lỗi cho người Do Thái về Holocaust, thường được tóm tắt bằng tuyên bố rằng "Người Đức sẽ không bao giờ tha thứ cho người Do Thái vì Auschwitz."
Trong những năm gần đây, vấn đề đổ lỗi cho nạn nhân đã trở nên nổi bật và được thừa nhận rộng rãi trên các phương tiện truyền thông, đặc biệt là trong bối cảnh nữ quyền, vì phụ nữ thường bị đổ lỗi vì đã cư xử theo cách khuyến khích quấy rối.

### Úc
Leigh Leigh (tên khai sinh là Leigh Rennea Mears, một cô gái 14 tuổi đến từ Vịnh Fern, New South Wales, Úc) bị sát hại vào ngày 3 tháng 11 năm 1989. Khi đang tham dự bữa tiệc sinh nhật của một cậu bé 16 tuổi tại Bãi biển Stockton, Leigh đã bị một nhóm nam sinh tấn công sau khi cô trở về trong đau khổ sau một cuộc tiếp xúc tình dục trên bãi biển mà một thẩm phán xem xét sau đó gọi là không đồng thuận. Sau khi bị cả nhóm đá và nhổ nước bọt, Leigh rời bữa tiệc. Cơ thể trần truồng của cô được tìm thấy ở cồn cát gần đó vào sáng hôm sau, với bộ phận sinh dục bị tổn thương nghiêm trọng và hộp sọ bị dập nát. Vụ sát hại Leigh đã nhận được sự chú ý đáng kể trên các phương tiện truyền thông. Lúc đầu tập trung vào vụ tấn công tình dục và sát hại cô ấy, sự chú ý của giới truyền thông sau đó đổ dồn nhiều hơn vào sự thiếu sự giám sát của cha mẹ, ma túy và rượu trong bữa tiệc, cũng như về tình dục của Leigh. Các phương tiện truyền thông đưa tin về vụ sát hại đã được coi là một ví dụ về đổ lỗi nạn nhân. :131
Nguyên Thượng nghị sĩ Úc Fraser Anning đã bị chỉ trích gay gắt vì những bình luận của ông về vụ xả súng ở nhà thờ Hồi giáo Christchurch ở New Zealand, trong đó có 51 tín đồ Hồi giáo thiệt mạng. Ông tuyên bố rằng việc nhập cư của "những kẻ cuồng tín Hồi giáo" đã dẫn đến các vụ tấn công và cho rằng "trong khi người Hồi giáo có thể là nạn nhân ngày nay, thì họ thường là thủ phạm". Anning cũng tuyên bố rằng vụ thảm sát "làm nổi bật... nỗi sợ hãi ngày càng tăng trong cộng đồng của chúng ta... về sự hiện diện ngày một đông đảo của người Hồi giáo". Các bình luận đã nhận được sự chú ý của quốc tế và bị chỉ trích nặng nề là thiếu tế nhị và phân biệt chủng tộc, đồng thời thông cảm theo góc nhìn của thủ phạm.

### Đức
Năm 2016, sau vụ tấn công tình dục đêm giao thừa ở Đức, thị trưởng Köln Henriette Reker đã hứng chịu chỉ trích nặng nề vì phản ứng của cô dường như là đổ lỗi nạn nhân. Cô kêu gọi phụ nữ tuân theo "quy tắc ứng xử", bao gồm cả việc giữ khoảng cách "trong tầm tay" với người lạ. Đến tối ngày 5 tháng 1, #einearmlänge ("chiều dài một cánh tay") đã trở thành một trong những hastag thịnh hành nhất ở Đức trên Twitter. Reker đã gọi một cuộc họp khủng hoảng với cảnh sát nhằm ứng phó với vụ việc. Reker gọi việc liên hệ thủ phạm với những người tị nạn là "hoàn toàn không phù hợp".

### Ấn Độ
Trong một vụ việc thu hút dư luận toàn thế giới, khi một phụ nữ bị hãm hiếp và giết ở Delhi vào tháng 12 năm 2012, một số quan chức chính phủ và các nhà lãnh đạo chính trị Ấn Độ đã đổ lỗi nạn nhân nhiều thứ, chủ yếu dựa trên phỏng đoán. Nhiều người liên quan sau đó đã xin lỗi.
Tháng 8 năm 2017, hastag #AintNoCinderella gây bão trên mạng xã hội Ấn Độ, nhằm phản ứng một vụ đổ lỗi nạn nhân điều tiếng. Sau khi Varnika Kundu bị hai người đàn ông theo dõi và quấy rối trên đường về nhà vào đêm khuya, Phó Chủ tịch Đảng Bharatiya Janata Ramveer Bhatti đã giải quyết vụ việc với tuyên bố rằng Kundu có lỗi vì đi chơi đêm muộn một mình. Những người dùng mạng xã hội đã lên Twitter và Instagram để thách thức tuyên bố rằng phụ nữ không nên ra ngoài vào ban đêm và nếu có, thì bằng cách nào đó họ "đáng bị như thế". Hàng trăm phụ nữ đã chia sẻ những bức ảnh chính họ đi chơi quá nửa đêm, ăn mặc táo bạo và cư xử (vô hại), những việc làm thường bị lên án theo các tư tưởng cổ hủ, chống nữ quyền.

### Hoa Kỳ
Năm 1938, tờ Madera Tribune chạy dòng tít trên trang nhất "Mother Blames her Daughter Equally with Man for Murder" (tạm dịch: "Người mẹ đổ lỗi cho con gái mình một cách bình đẳng với người đàn ông về tội giết người") khi mô tả án mạng do bị đâm của cô gái 19 tuổi Leona Vlught ở Oakland. "Sự phẫn nộ đối với cậu nhóc đã giết cô" của mẹ nạn nhân được cho là đã nguôi ngoai khi biết rằng con gái mình đã uống rượu và "đi tiệc tùng khi cô được cho là đã qua đêm với các bạn nữ". Thủ phạm Rodney Greig sau đó đã bị kết án và bị xử tử trong phòng hơi ngạt San Quentin.
Trong một vụ án năm 2010, một nạn nhân nữ 11 tuổi nhiều lần bị hãm hiếp tập thể ở Cleveland, Texas đã bị luật sư bào chữa buộc tội là một kẻ dụ dỗ đàn ông đến chỗ chết. Anh hỏi một nhân chứng, "Giống như nhện và ruồi. Chẳng phải cô ấy đã nói, 'Hãy vào phòng khách của tôi', như con nhện đã nói với ruồi vậy sao?" Tờ New York Times đã đăng một bài báo đưa tin thiếu phê phán về cách mà nhiều người trong cộng đồng đã đổ lỗi nạn nhân, sau đó tờ báo đã phải xin lỗi về bài viết.

## Sách tham khảo
- Cole, Alyson Manda (2007). The Cult of True Victimhood: From the War on Welfare to the War on Terror. ISBN 9780804754613.
- Downs, Donald Alexander (1998). More Than Victims: Battered Women, the Syndrome Society, and the Law. ISBN 9780226161600.
- Kent, George (2003). "Blaming the Victim, Globally". UN Chronicle Online. XL (3). United Nations Department of Public Information. Bản gốc lưu trữ ngày 24 tháng 12 năm 2003.
- Katsiaficas, George N.; Kirkpatrick, Robert George; Emery, Mary Lou (1987). Introduction to Critical Sociology. ISBN 9780829015959.
- Robinson, Daniel N. (2002). Praise and Blame: Moral Realism and Its Applications. Princeton University Press. ISBN 978-1400825318. JSTOR j.ctt7s3sm.